# Линино
Линино (рос. Линино) — присілок в Питаловському районі Псковської області Російської Федерації.
Населення становить 23 особи. Входить до складу муніципального утворення Линовська волость.

## Історія
Від 2015 року входить до складу муніципального утворення Линовська волость.

## Населення
| 2001 | 2002 | 2010 |
| ---- | ---- | ---- |
| 33   | ↘29  | ↘23  |